# Бонаци
Бонаци (итал. Bonazzi) је насељено место у Републици Хрватској у Истарској жупанији. Административно је у саставу Града Пореча.

## Становништво
Према последњем попису становништва из 2001. године у насељу Бонаци је живело 40 становника који су живели у 10 породичних самачка домаћинства.
Кретање броја становника по пописима 1857—2001.
| година пописа  | 1857. | 1869. | 1880. | 1890. | 1900. | 1910. | 1921. | 1931. | 1948. | 1953. | 1961. | 1971. | 1981. | 1991. | 2001. |
| бр. становника | 0     | 0     | 34    | 38    | 47    | 62    | 0     | 0     | 76    | 63    | 51    | 40    | 34    | 21    | 40    |

Напомена: У 1880. исказано под именом Бонаца, а од 1890. до 1910. под именом Бонаси. У 1857, 1869, 1921. i 1931. подаци су садржани у насељу Бадерна.